# Montagne Leaders
Montagne Leaders est un magazine bimestriel traitant de la montagne, de l’aménagement touristique des stations, de leurs domaines skiables et de leurs activités hivernales et estivales ; il a été créé en 1975 par Michel Drapier sous le nom d'Aménagement et Montagne. Il a rejoint en 2008 le Groupe Compra (Compagnie des médias et publications Rhône-Alpes).